# Gebir
Gebir – epos bohaterski angielskiego poety Waltera Savage’a Landora, opublikowany w 1798, najdłuższe dzieło autora.
Gebir był pierwszym ważnym dziełem Landora. Pracę nad nim poeta rozpoczął na jesieni 1796. Poemat składa się z siedmiu ksiąg. Liczy około 1800 linijek. Częściowo utwór został napisany po łacinie. W 1803 Landor opublikował pełną łacińską wersję dzieła. Jakkolwiek utwór nawiązuje do tradycji greckiej sielanki, akcja osadzona została w scenerii orientalnej. Tematem eposu jest wyprawa hiszpańskiego króla Gebira na Egipt. Atakując to państwo, władca wypełniał przysięgę z czasów dzieciństwa. Bohater na końcu ginie z rąk piastunki egipskiej królowej, Charoby. Kobieta jest nieświadoma faktu, że władczyni zakochała się w najeźdźcy. Poemat został napisany wierszem białym (blank verse), czyli nierymowanym pentametrem jambicznym, to znaczy sylabotonicznym dziesięciozgłoskowcem, w którym akcenty padają na parzyste sylaby wersu. Ten rodzaj wiersza, wprowadzony w XVI wieku przez Henry’ego Howarda, hrabiego Surrey,  bardzo często pojawia się w literaturze angielskiej jako tworzywo wielkich eposów, między innymi dzieł Johna Miltona, Johna Keatsa i Edwin Atherstone’a, jak też Alfreda Tennysona i Roberta Browninga. Występował też w dramacie elżbietańskim u Thomasa Kyda i Williama Szekspira. Sam poeta napisał o wyborze formy wierszowej we wstępie do pierwszego wydania poematu: I have written in blank verse because there never was a poem in rhyme that grew not tedious in a thousand lines. Na ten fakt zwrócił uwagę William Bradley, autor monografii o wczesnej twórczości Landora.
I sing the fates of Gebir.  He had dwelt
Among those mountain-caverns which retain
His labours yet, vast halls and flowing wells,
Nor have forgotten their old master’s name
Though severed from his people here, incensed
By meditating on primeval wrongs,
He blew his battle-horn, at which uprose
Whole nations; here, ten thousand of most might
He called aloud, and soon Charoba saw
His dark helm hover o’er the land of Nile,
What should the virgin do? should royal knees
Bend suppliant, or defenceless hands engage
Men of gigantic force, gigantic arms?
Początkowo utwór przeszedł bez echa. Ukazał się jako anonimowa broszura. Jednym z pierwszych nabywców książki Landora był Robert Southey, jeden z "Poetów jezior". Southey zadedykował swój epos The Curse of Kehama Landorowi jako autorowi Gebira.
Pod względem wersyfikacyjnym, jak również leksykalnym i w zakresie obrazowania w utworze można zauważyć wyraźny wpływ Miltona. W czasach, kiedy powstał i został wydany, poemat Landora uchodził za trudny i niezrozumiały. Było tak między innymi dlatego, że opisana w nim historia nie była powszechnie znana, jak w przypadku eposów opartych na Biblii albo popularnych legendach.